# Paul Gray Hoffman
Paul Gray Hoffman (Western Springs, 26 aprile 1891 – New York, 8 ottobre 1974) è stato un imprenditore statunitense.
Fu dirigente nell'ambito automobilistico e collaboratore del governo statunitense.

## Biografia
Hoffman nacque a Western Springs, un sobborgo di Chicago, nell'Illinois. Interruppe gli studi fermandosi al college a 18 anni, per vendere automobili della Studebaker a Los Angeles. Guadagnò il suo primo milione di dollari a 34 anni, e diventò presidente della Casa automobilistica di South Bend dieci anni più tardi. Hoffman e Harold Sines Vance furono i due dirigenti responsabili del salvataggio della Studebaker dall'insolvenza negli anni trenta.
Dal 1935 al 1948 Hoffman ricoprì il ruolo di presidente della Studebaker. Dal 1948 al 1950 fu direttore dell'Economic Cooperation Administration, che amministrava i piani d'aiuti del piano Marshall per l'Europa dopo la seconda guerra mondiale. Nel 1950 passò a dirigere la Ford Foundation.
Ritornò in Studebaker nel 1953, dove ricoprì nuovamente la carica di presidente durante il periodo turbolento che portò in seguito alla fusione con la Packard. Quando la nuova società fu di nuovo in difficoltà, vicina all'insolvenza, l'azienda entrò in amministrazione controllata guidata dalla Curtiss-Wright. Hoffman, Vance (che diventò presidente esecutivo dopo l'unione con la Packard) ed il presidente del gruppo Studebaker-Packard James J. Nance lasciarono tutti la compagnia.
Dal 1966 al 1972 fu il primo amministratore del Programma delle Nazioni Unite per lo Sviluppo.
Il 21 giugno 1974 fu insignito della medaglia presidenziale della libertà dal Presidente degli Stati Uniti d'America, Gerald Ford.